# IPhone 15
De iPhone 15 is een smartphone, ontworpen en op de markt gebracht door Apple. De zeventiende generatie iPhone is op 22 september 2023 geïntroduceerd, gelijktijdig met de iPhone 15 Plus, iPhone 15 Pro en iPhone 15 Pro Max.

## Beschrijving
Veel functies van de iPhone 15 bleven gelijk aan die van het voorgaande model, de iPhone 14. 
Zo hebben de smartphones onder meer een mat glas aan de achterkant, een frame van mat aluminium en het camera-element met de twee lenzen en de flitser bevindt zich linksboven. Aan de voorkant zit het display, dat er nu ook uitziet als de Pro-modellen met het zogeheten Dynamic Island, waarin de camera aan de voorkant en Face ID-sensoren zijn ondergebracht.
De vier iPhone 15-modellen zijn er in twee verschillende schermformaten, 15,5 cm en 17 cm. De iPhone 15 en 15 Plus zijn verkrijgbaar in de kleuren blauw, roze, geel, groen en zwart.
Net als bij de iPhone 14 is de processor uit de vorige versie geïnstalleerd en krijgen alleen de Pro-modellen een nieuwe chip.
De iPhone 15 Pro-modellen hebben een altijd-aan-scherm en de camera bevat een telelens van 120 mm, waarmee tot vijf keer kan worden ingezoomd. De iPhone 15 Pro en 15 Pro Max werd geïntroduceerd met een actieknop en titaniumbehuizingen in de kleuren naturel, blauw, wit en zwart. Door het gebruik van titanium nam het gewicht met 19 gram af ten opzichte van de iPhone 14 Pro.
Alle iPhone 15-modellen ondersteunen DisplayPort via USB-C met video-uitvoer in high dynamic range (HDR) tot 4K-beeldresolutie.

## USB-C
In 2021 heeft de Europese Commissie USB-C ingesteld als de standaard voor kleine technische apparaten op alle apparaten in de Europese Unie, waaronder ook de iPhone.
De iPhone 15 en 15 Plus hebben met de USB-C-poort een overdrachtssnelheid van ca. 480 Mbps, terwijl de iPhone 15 Pro en iPhone 15 Pro Max een snellere USB 3.1-poort hebben met een snelheid van 10 Gbps.

## Galerij

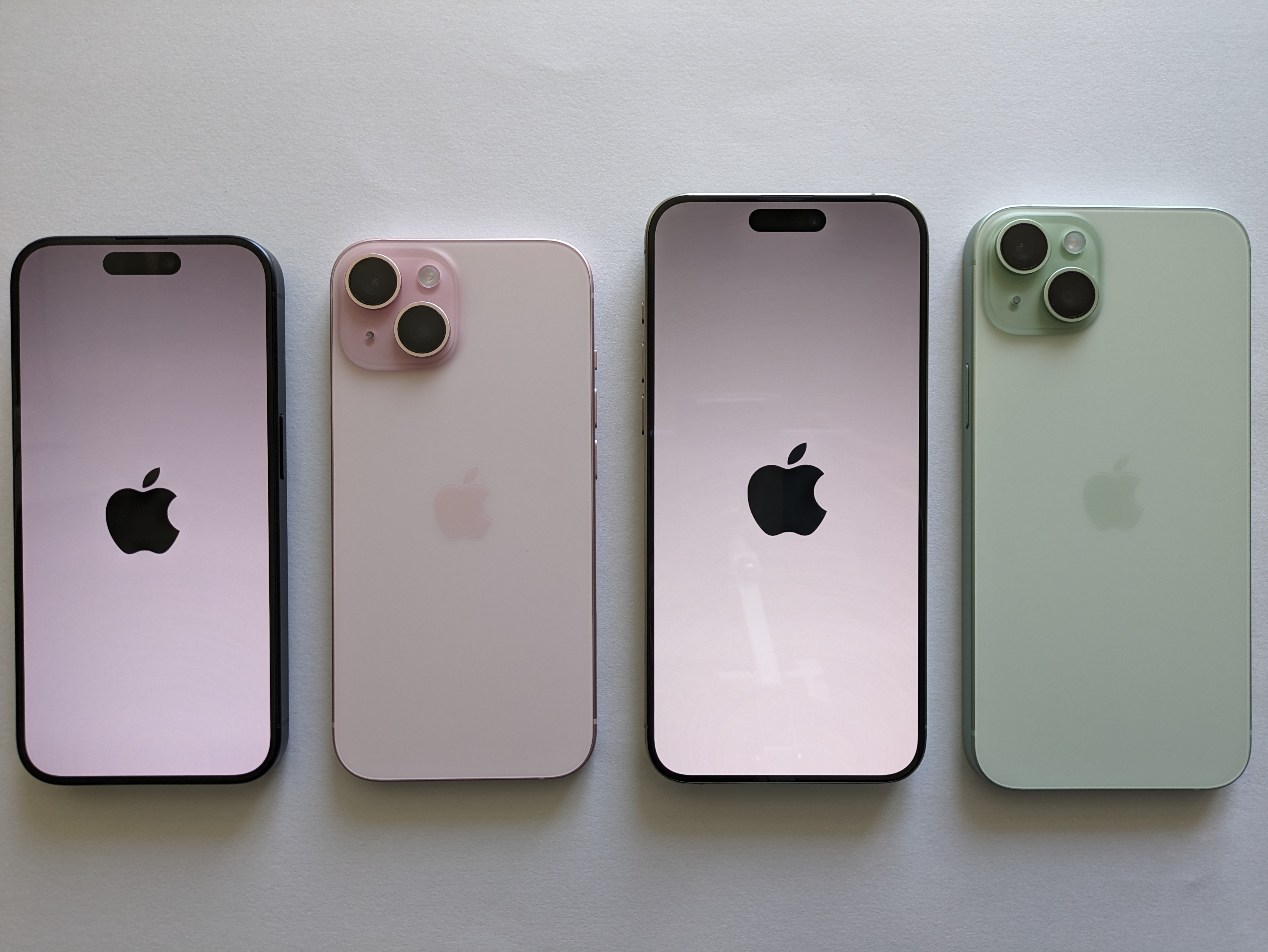
iPhone 15-serie
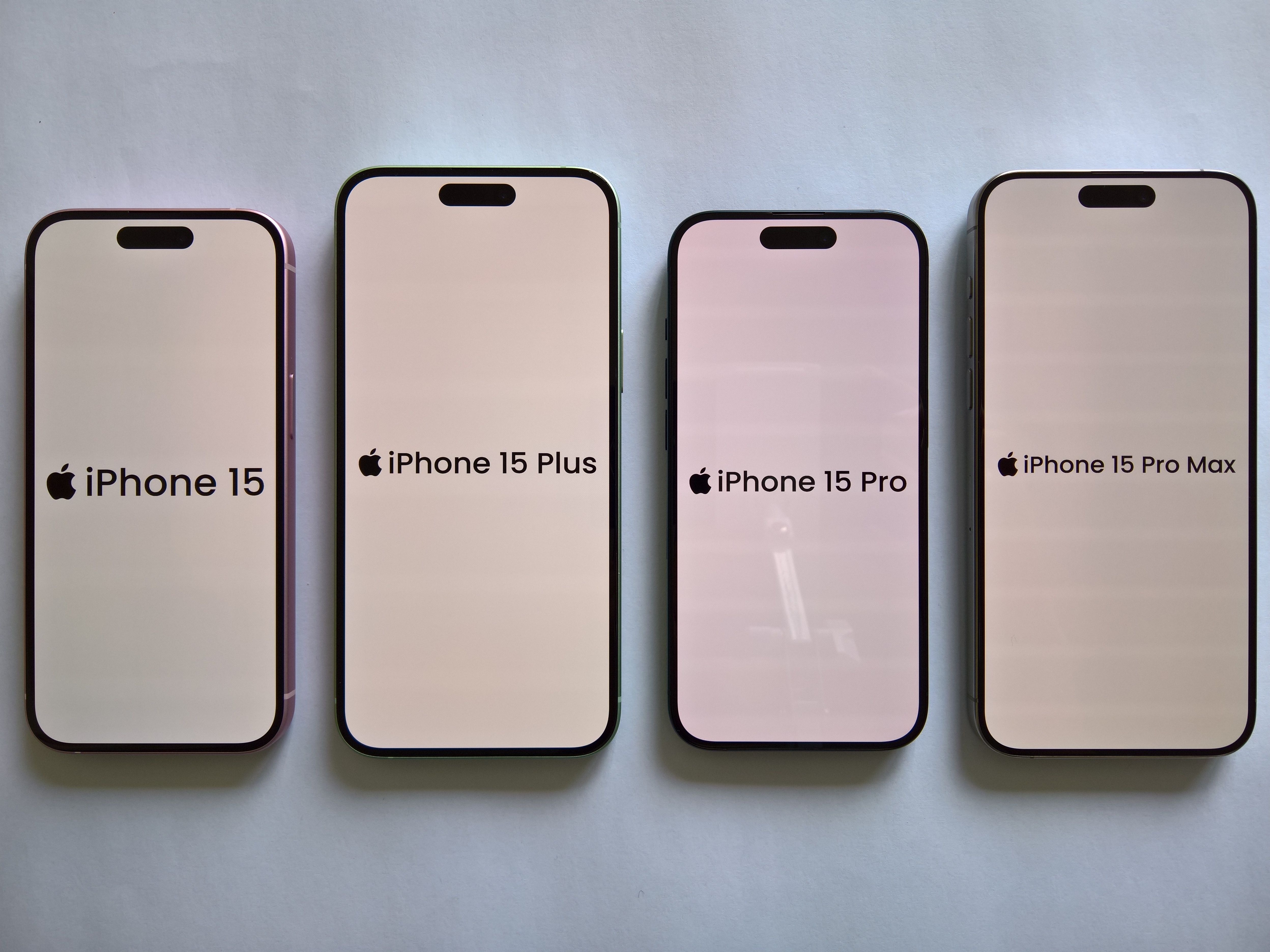
iPhone 15-modellen
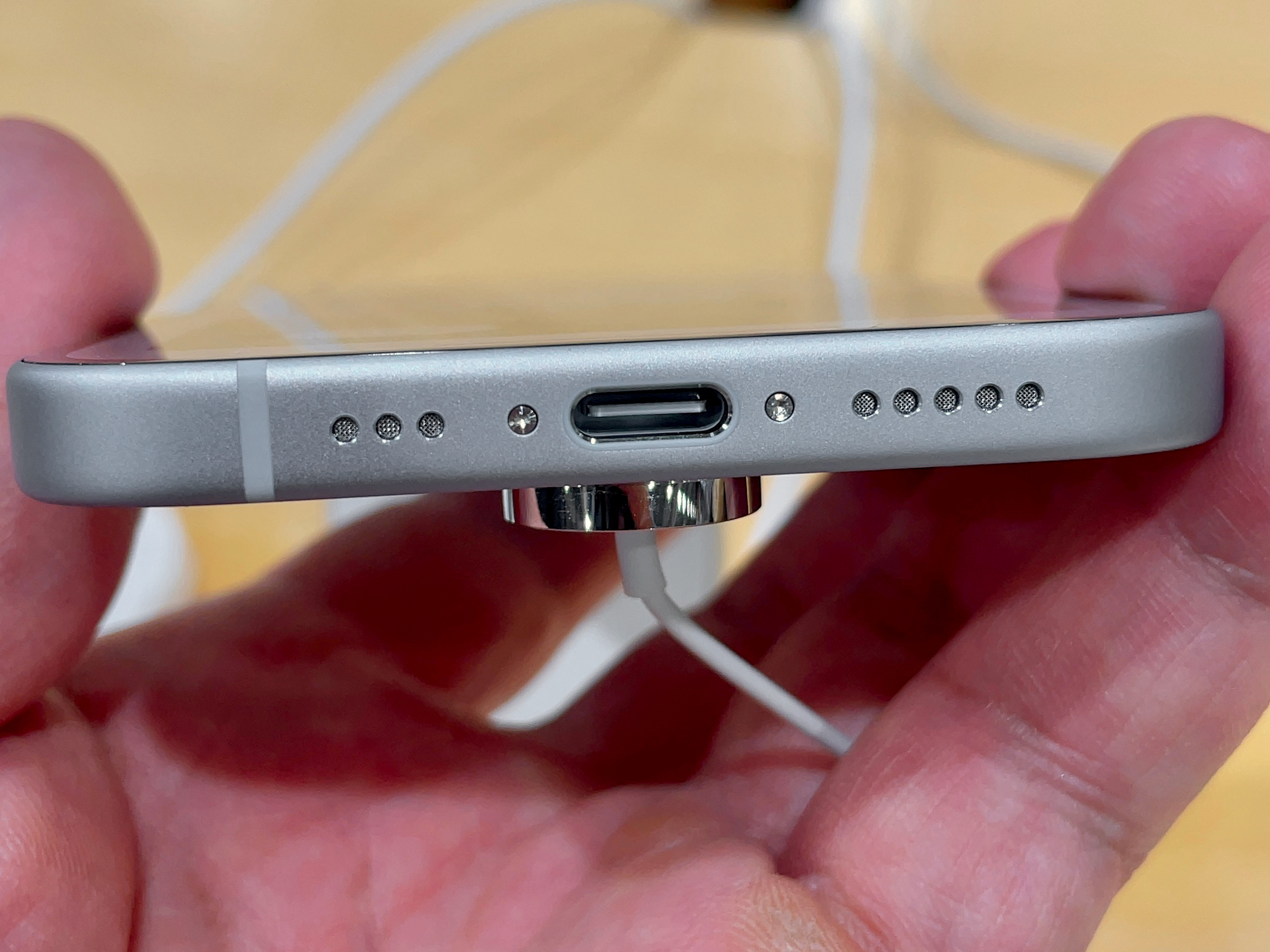
USB-C-poort

## Specificaties
| Specificaties      | iPhone 15                                                                     | 15 Plus                                                                       | 15 Pro                                                                        | 15 Pro Max                                                                    |
| ------------------ | ----------------------------------------------------------------------------- | ----------------------------------------------------------------------------- | ----------------------------------------------------------------------------- | ----------------------------------------------------------------------------- |
| SoC                | Apple A16 Bionic                                                              | Apple A16 Bionic                                                              | Apple A17 Bionic                                                              | Apple A17 Bionic                                                              |
| Processor          | 3,23 GHz, met 2 performance‑ en 4 efficiency-cores                            | 3,23 GHz, met 2 performance‑ en 4 efficiency-cores                            | 3,78 GHz (2 perf., 4 eff.)                                                    | 3,78 GHz (2 perf., 4 eff.)                                                    |
| Geheugen           | 6 GB                                                                          | 6 GB                                                                          | 8 GB                                                                          | 8 GB                                                                          |
| Opslag             | 128, 256 of 512 GB                                                            | 128, 256 of 512 GB                                                            | 128, 256, 512 GB of 1 TB                                                      | 128, 256, 512 GB of 1 TB                                                      |
| Scherm             | Diagonaal 15,5 cm (6,1 inch)                                                  | 17 cm (6,7 inch)                                                              | 15,5 cm                                                                       | 17 cm                                                                         |
| Beeldresolutie     | 2556×1179 pixels                                                              | 2796×1290 px                                                                  | 2556×1179 px                                                                  | 2796×1290 px                                                                  |
| Besturingssysteem  | iOS 17 (voorgeïnstalleerd) en nieuwer                                         | iOS 17 (voorgeïnstalleerd) en nieuwer                                         | iOS 17 (voorgeïnstalleerd) en nieuwer                                         | iOS 17 (voorgeïnstalleerd) en nieuwer                                         |
| Verbindingen       | USB-C-connector (computer), wifi 6, Bluetooth 5.3                             | USB-C-connector (computer), wifi 6, Bluetooth 5.3                             | USB-C-connector (computer), wifi 6E, Bluetooth 5.3                            | USB-C-connector (computer), wifi 6E, Bluetooth 5.3                            |
| Netwerken          | 3G, 4G LTE, 5G                                                                | 3G, 4G LTE, 5G                                                                | 3G, 4G LTE, 5G                                                                | 3G, 4G LTE, 5G                                                                |
| Batterij           | Oplaadbare lithium-ion-polymeeraccu met ondersteuning voor draadloos opladen. | Oplaadbare lithium-ion-polymeeraccu met ondersteuning voor draadloos opladen. | Oplaadbare lithium-ion-polymeeraccu met ondersteuning voor draadloos opladen. | Oplaadbare lithium-ion-polymeeraccu met ondersteuning voor draadloos opladen. |
| Capaciteit         | 3349 mAh                                                                      | 4383 mAh                                                                      | 3274 mAh                                                                      | 4422 mAh                                                                      |
| Camera             | Achter: 48MP-hoofdcamera, 12MP-ultragroothoek Voor: 12 MP                     | Achter: 48MP-hoofdcamera, 12MP-ultragroothoek Voor: 12 MP                     | Achter: 48MP-hoofdcamera, 12MP-ultragroothoek, 12MP-telelens Voor: 12 MP      | Achter: 48MP-hoofdcamera, 12MP-ultragroothoek, 12MP-telelens Voor: 12 MP      |
| Kleur              | blauw, roze, geel, groen en zwart                                             | blauw, roze, geel, groen en zwart                                             | titaniumkleuren in naturel, blauw, wit en zwart                               | titaniumkleuren in naturel, blauw, wit en zwart                               |
| Grootte            | 147,6 × 71,6 × 7,8 mm                                                         | 160,9 × 77,8 × 7,8                                                            | 146,6 × 70,6 × 8,25                                                           | 159,9 × 76,7 × 8,25                                                           |
| Gewicht            | 171 gram                                                                      | 201 g                                                                         | 187 g                                                                         | 221 g                                                                         |
| Bestendigheidsnorm | IP68 (stof-, spat- en waterdicht)                                             | IP68 (stof-, spat- en waterdicht)                                             | IP68 (stof-, spat- en waterdicht)                                             | IP68 (stof-, spat- en waterdicht)                                             |